# Casa-fàbrica Viladomat
La casa-fàbrica Viladomat era un edifici actualment desaparegut, situat al carrer de les Ramelleres del Raval de Barcelona, just al costat de la Casa de la Misericòrdia.

## Història
A principis del segle xviii, el gerrer Sever Viladomat era establert al carrer de les Ramalleres. El 1733, va adquirir (mitjançant agnició de bona fe de Salvador Milans) el mas Viladomat al Guinardó, on va construir una rajoleria. El seu fill Manuel Viladomat i Ferrer, casat amb Raimunda Paxau (o Peixau), era també gerrer, i el 1786 va demanar permís per a reconstruir la finca amb planta baixa i tres pisos. La nissaga continuà amb Domènec Viladomat i Paxau, que el 1806 vengué la propietat del mas Viladomat al corredor reial de canvis Josep Parés i Costa. El 1821, el mestre de cases Francesc Mestres li va cobrar poc més de 2.000 lliures per diverses obres a la casa-fàbrica.
El desembre del 1839, la seva vídua Rita Cuadros va demanar permís per a instal·lar-hi una màquina de vapor de 25 CV a la casa-fàbrica, que tenia llogada a la societat Llavallol i Vigo. Segons el plànol adjunt, hi havia un cos destinat a habitatges de 21 m de façana al carrer de les Ramelleres, on residia Joan Vigo, i dues «quadres» de 6 m d'amplada i més de 40 de llargada. Poc després, l'agost del 1840, va demanar novament permís per a eixamplar el portal principal, segons el projecte del mestre d'obres Narcís Nuet.
Pel que sembla, Josep Llavallol (o Llavayol) era tintorer de cotó vermell, i segons la Guía de forasteros en Barcelona del 1842 també tenien un prat de blanqueig al carrer del Peu de la Creu i una fàbrica de teixits al carrer de la Riereta. El març del 1848, i a causa d'un deute de 1.292 duros amb el comerciant Sebastià Soler i Riba (pare de Francesc Soler i Rovirosa) per la compra de cotó americà, els utensilis (un manuar amb banc de fusta i una metxera de ferro colat) li foren embargats i finalment subhastats l'octubre del 1850, essent adquirits per la raó social Vigo Germans (Salvador i Joan) per 6.750 rals. El 2 d'octubre del 1851 s'hi va produir un incendi que va destruir l'últim pis d'una de les «quadres»; tot i això, la seva fàbrica hi va funcionar uns anys més.

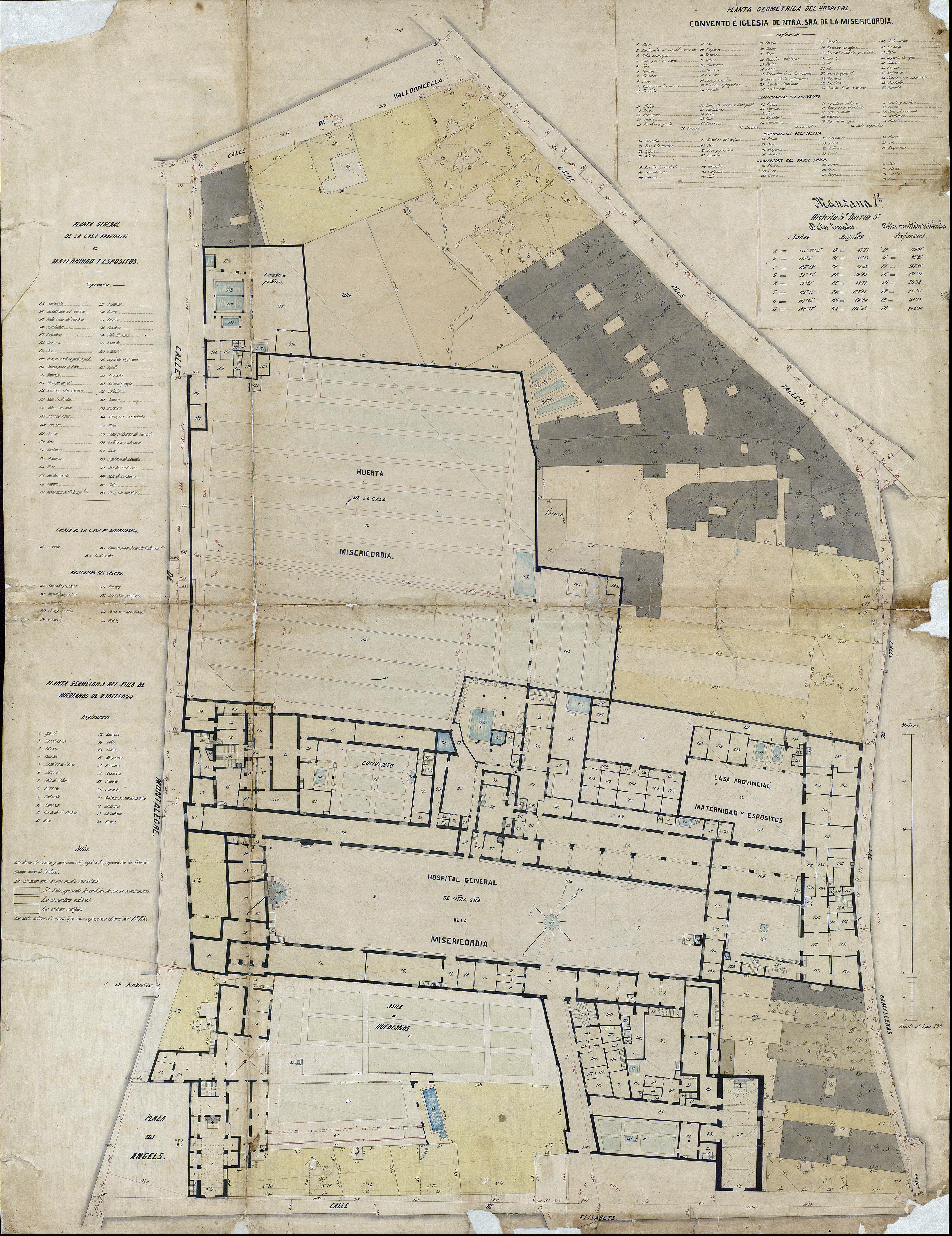
Quarteró núm. 55 de Garriga i Roca (c. 1860)

Quan Rita Cuadros es va casar en segones núpcies, la propietat va passar (bo i seguint les disposicions testamentàries del seu difunt marit) a mans del seu fill Domènec de Guzman Viladomat i Cuadros, que el 1869 la va hipotecar. La finca era descrita aleshores com: «[…] contiene unos veinte y siete mil trescientos sesenta y nueve palmos superficiales, compuesta de bajos con un almacén y un patio en el que hay diez cuadras, tres tiendas, un piso primero, dos segundos y tres cuartos [...]» El 1877 es va autoritzar la Casa Provincial de Maternitat i Expòsits de Barcelona, aleshores instal·lada a la veïna Casa de la Misericòrdia, a llogar-ne la «quadra» dreta.
A finals del segle xix i principis del xx, el propietari era Anselm Badia, fill de Josep Oriol Badia i Juncà, fundador del Vapor Badia de Sabadell. En aquesta època s'hi instal·là la fàbrica de pianos d'Ortiz i Cussó (després Cussó SFHA), que també abastava la finca del costat (núms. 21-25): «Ortiz y Cussó, sociedad Franco-Hispano Americana para la construccion de pianos y armoniums y almacen de maderas.»
El 1912, amb el trasllat de la producció a una nova fàbrica (actualment desapareguda) a l'illa als carrers de la Indústria, Independència, Claudio Coello (actualment Sant Antoni Maria Claret) i Catalunya (actualment Dos de Maig), els edificis del carrer de les Ramelleres foren posats en venda. Posteriorment, el conjunt passà a mans d'Energía Eléctrica de Cataluña (companyia que acabaria essent absorbida per FECSA el 1957), que enderrocà el casal del carrer de les Ramelleres, deixant-hi només les «quadres».
Finalment, tots aquests edificis van ser enderrocats a principis del segle xxi per a la construcció de les noves facultats de Filosofia i Geografia i Història de la Universitat de Barcelona. El 2005, una intervenció arqueològica al solar motivada per la instal·lació d'un transformador elèctric, hi va trobar un abocador de ceràmica vinculat a un obrador de terrissa, datat a la segona meitat del segle xvi.